# Hayman Island
Hayman Island è un'isola che fa parte dell'arcipelago Whitsunday, al largo della costa nord orientale dell'Australia.

## Descrizione
L'isola è situata nella parte più settentrionale dell'arcipelago, nel mar dei Coralli al largo della costa centrale del Queensland, in Australia. L'isola è situata a nord-ovest di Hook Island e ha una superficie di 4 km². Si tratta di un'isola privata aperta al pubblico, sede di un lussuoso resort.

## Storia
Il primo a solcare queste acque fu James Cook nel 1770, durante il suo primo viaggio. Il comandante George Nares dalla Royal Navy britannica gli diede il nome del suo navigatore, Thomas Hayman, con il quale aveva portato a termine molte spedizioni, come il primo passaggio attraverso il canale di Suez e una pericolosa navigazione intorno all'Antartide.